# Altındağ
Altındağ là một huyện thuộc tỉnh Ankara, Thổ Nhĩ Kỳ. Huyện có diện tích 175 km² và dân số thời điểm năm 2007 là 370735 người, mật độ 2118 người/km².